# Stigberget, Göteborg
Stigberget är en stadsdel och primärområde i stadsområde Centrum i Göteborgs kommun. Stigberget är en utlöpare av Masthuggsbergen i norr och området kallas traditionellt för Masthugget. Stigbergsåsens yttersta (norra) spets, mot Stigbergsliden, kallades under många år för Lyckans berg.. Stadsdelen har en areal på 29 hektar.

## Historia

Karta över stadsdelen Stigberget 1923

Namnet Stigberget återfinns i en skrift från 1593, då som "Stegiebergz watz" (Watz=vass), vilket har uttolkats som "berget med stigarna". En annan tolkning är att "Stig-" härleds till ordet "stäk", ungefär "ett ställe för fiske från land, smalt sund eller färjeläge".
Stigberget har den mest dramatiska topografin av stadsdelarna i Göteborg, med en höjdskillnad på 45 meter mellan Masthuggstorget och upp till Fjällgatan. Sedan början av 1600-talet präglades stadsdelen av sjöfarten och dess industrier, och en förstad av enkla trähus uppstod snart. Framgångarna för Ostindiska kompaniet under 1700-talets första hälft gav stadsdelen ett ekonomiskt och befolkningsmässigt uppsving.
Stigberget införlivades med Göteborg först 1868, och tillhörde tidigare Örgryte socken. Stigbergsborna levde ett hårt liv och alkoholmissbruket var utbrett, vilket ledde till att Sveriges första nykterhetsloge instiftades här 1879.
Hjalmar Wallqvist skriver om ett besök här 1889: Området bildar en samling kullar och små berg, som göra tomt och gaturegleringen ytterst svår. Gatorna är krokiga och slingrar sig oredigt i varandra. Husen äro små, med högst få undantag af trä och till största delen mycket bofälliga. Ehuru befolkningen mångenstädes förefaller ganska välmående, torde dock eländet på sina ställen vara störst i denna stadsdel.
Åren 1880-1910 pågick en intensiv nybyggnation i Stigberget, och 1894 fastställdes stadsplanen varpå småhusbebyggelsen vid norra och västra Stigbergsåsen revs. I slutet av 1800-talet byggdes Fjäll- och Oscar Fredriksskolorna och 1914 invigdes Masthuggskyrkan.
Hösten 1959 började Svenska Riksbyggen köpa in hus närmast Masthuggstorget, och under de närmaste fem åren blev det totalt över 200 fastigheter. Mellan åren 1963 och 1967 pågick evakueringarna, och 1964 fastställdes stadsplanen för den nya bebyggelsen varpå rivningarna av Stigberget startade. Det "Nya Masthugget" stod klart 1972.
Av den äldre bebyggelsen norr om Fjällgatan skonades endast några få hus längs Bangatan och Storebackegatan vid Masthuggskyrkan. Dock finns merparten av den äldre bebyggelsen kvar söder om Fjällgatan.
Under de fattiga åren för stadsdelen Stigberget bestod de flesta lägenheterna av ett rum och kök eller mindre, men sammanhållningen bland de bofasta var mycket stark, man talade om sin stadsdel med stolthet. Mycket av det vi idag betraktar som "genuint göteborskt" fanns här; språket - en speciell livsstil, präglat av hamnen, sjöfarten och en strävsam vardag.

## Byggnadskvarter
- 1 Kv. Babel
- 2 Kv. Signalen[4]
- 3 Kv. Hollandia
- 4 Kv. Tröstekällan
- 5 Kv. Klåvestenen
- 6 Kv. Kompass (utgått)
- 7 Kv. Tvillingarna (utgått)
- 8 Kv. Stjärnan (utgått)
- 10 Kv. Jägaren (utgått)
- 11 Kv. Ararat (utgått)
- 12 Kv. Libanon (utgått)
- 13 Kv. Pyramiden (utgått)
- 14 Kv. Klostret (utgått)
- 15 Kv. Ättebacken (utgått)
- 16 Kv. Nordkap (utgått)
- 17 Kv. Phoebi vagn (utgått)
- 18 Kv. Nunnan (utgått)
- 19 Kv. Jordfallet (utgått)
- 20 Kv. Solliden (utgått)
- 21 Kv. Abboten (utgått)
- 22 Kv. Storebacken (utgått)
- 23 Kv. Berghäll
- 24 Kv. Masthuggsberget
- 25 Kv. Gideon
- 26 Kv. Zion
- 27 Kv. Fredriksborg
- 28 Kv. Bethel
- 29 Kv. Älghagen
- 30 Kv. Hamnen
- 31 Kv. Stenklevan
- 32 Kv. Hörnet
- 33 Kv. Skogen
- 34 Kv. Hoberg[5]
- 36 Kv. Vite Knut

## Nyckeltal

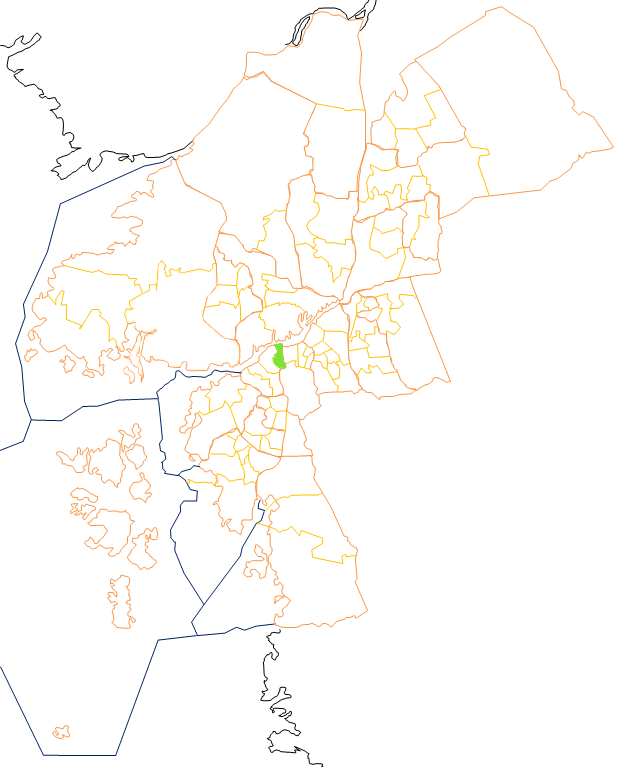
Stigberget

Nyckeltalen redovisar statistik som beskriver Göteborg och dess 96 delområden, primärområden, per den 31 december och kan användas för att jämföra de olika områdena. Nedan redovisas uppgifter för primärområdet och jämförelse görs mot uppgifterna för hela kommunen.
|                                                           | Stigberget | Hela Göteborg |
| --------------------------------------------------------- | ---------- | ------------- |
| Folkmängd                                                 | 7 709      | 587 549       |
| Befolkningsförändring 2020–2021                           | +40        | +4 493        |
| Andel födda i utlandet                                    | 16,9 %     | 28,3 %        |
| Andel utrikes födda eller med två utrikes födda föräldrar | 21,8 %     | 38,1 %        |
| Medelinkomst                                              | 308 800 kr | 332 400 kr    |
| Arbetslöshet                                              | 5,3 %      | 6,6 %         |
| Antal ersatta dagar från F-kassan per person (16-64 år)   | 26,7       | 19,5          |
| Andel med eftergymnasial utbildning (minst 3 år)          | 46,7 %     | 37,9 %        |
| Andel bostäder före 1941                                  | 62,1 %     |               |
| Andel bostäder i allmännyttan                             | 53,0 %     | 25,9 %        |
| Antal färdigställda bostäder 2021                         | 129        |               |
| Andel bostäder i småhus                                   | 0,1 %      | 18,3 %        |

## Stadsområdes- och stadsdelsnämndstillhörighet
Primärområdet tillhörde fram till årsskiftet 2020/2021 stadsdelsnämndsområdet Majorna-Linné och ingår sedan den 1 januari 2021 i stadsområde Centrum.